# Florești (Cluj)
Florești es una comuna rumana ubicada en el distrito de Cluj.
Con más de veinte mil habitantes en 2011, es la comuna más poblada del país.
Se ubica en la periferia occidental de Cluj-Napoca, ciudad de la cual Florești es en la práctica un barrio, en la salida de la ciudad por la carretera 1 que lleva a Oradea.

## Demografía
En 2011 tenía 22 813 habitantes, mientras que en el censo de 2002 tenía 7470 habitantes. La mayoría de la población es de etnia rumana (75,19 %), con minorías de magiares (14,36 %) y gitanos (4,89 %) Las principales confesiones son la Iglesia ortodoxa rumana (68,43 %), reformados (9,87 %) y católicos latinos (4,19 %).
La comuna incluye las pedanías de Luna de Sus (2310 habitantes en 2011) y Tăuți (247 habitantes en 2011).